# Rapeta
Rapeta – pierwszy album węgierskiego zespołu Rapülők, wydany w 1993 roku przez BMG na MC i CD.
Album został sprzedany w ponad pół milionie egzemplarzy, zajął także pierwsze miejsce na węgierskiej liście przebojów.

## Lista utworów
Źródło: discogs.com
1. „Ringasd el magad!” (3:52)
2. „Túr dö flanc” (3:24)
3. „Jó reggelt!” (3:47)
4. „Műdal” (4:10)
5. „Augusztusi tél” (4:18)
6. „Piti Vumen (a tánc neve Winner Valcer)” (4:51)
7. „Mi kéne, ha volna?” (3:34)
8. „Tíz év vagy száz?” (4:20)
9. „Lapát” (3:29)
10. „Holiday rap” (4:26)
11. „Hattyúdal” (1:37)

## Skład zespołu
Źródło: discogs.com
- MC Gesztenye – rap
- Berkes T. Boy – syntezator
- Michel de Lux – perkusja